# Kiełbaska (dopływ Warty)
Kiełbaska – rzeka w Polsce, w Wielkopolsce o długości 45 km, lewy dopływ Warty. Źródła na wysokości ok. 138 m n.p.m., u podnóża Wału Malanowskiego, w miejscowości Żdżenice koło Malanowa. Przepływa przez Turek, Brudzew i Kościelec. Do Warty wpada około 5 km na zachód od Koła, w pobliżu miejscowości Waki.
Kiełbaska jest typową rzeką nizinną, wykorzystywaną do celów rolniczych i przemysłowych (z ujęć wód powierzchniowych korzysta Elektrownia Adamów w Turku). Źródło zanieczyszczenia rzeki stanowią ścieki z oczyszczalni komunalnych w Turku, Władysławowie, Brudzewie. Do rzeki odprowadzane są również ścieki socjalno-bytowe i przemysłowe z Elektrowni Adamów i Kopalni Węgla Brunatnego Adamów.
Największy ładunek zanieczyszczeń niosą dwa jej dopływy: Zdrojka i Folusz, prowadzące ścieki komunalne z miasta Turek. Na podstawie badań przeprowadzonych w roku 1999 stwierdzono, że rzeka prowadzi wody o jakości nieodpowiadającej obowiązującym normom.
Kiełbaska wnosi do Warty znaczną ilość zanieczyszczeń.